# ویکتوریا سنکوته
ویکتوریا سنکوته (انگلیسی: Viktorija Senkutė؛ زادهٔ ۱۲ آوریل ۱۹۹۶) قایقران روئینگ اهل لیتوانی است.
وی در مسابقات کشوری و بین‌المللی در مجموع برندهٔ ۱ مدال برنز شده است.